# The Naked Man
Pour plus de détails, voir Fiche technique et Distribution.
The Naked Man est un film américain réalisé par J. Todd Anderson, sorti en 1998.

## Synopsis
Eddie Bliss aime passionnément son métier de chiropracteur ainsi que le catch, il le pratique sous le costume et le pseudonyme de The Naked Man. Seulement son père aimerait qu'il reprenne l'affaire familiale (une pharmacie). Sa femme, enceinte, le pousse à abandonner sa passion qu'elle trouve sans intérêt. Eddie, en vrai gentleman installe son cabinet en face de la pharmacie familiale et renonce au catch. C'est alors qu'apparait Sticks Verona, véritable incarnation du mal qui va bouleverser sa vie.

## Fiche technique
- Titre : The Naked Man
- Réalisation : J. Todd Anderson
- Scénario : J. Todd Anderson & Ethan Coen
- Musique : Edward Bilous
- Photographie : Jeff Barklage
- Montage : Tricia Cooke & Mark Cretcher
- Costumes : Alina Panova
- Production : Ben Barenholtz
- Sociétés de production : Naked Man Productions & October Films
- Société de distribution : Mars Distribution
- Pays :  États-Unis
- Langue : Anglais
- Format : Couleur - Mono - 35 mm - 1.85:1
- Genre : Comédie dramatique
- Durée : 96 min

## Distribution
- Michael Rapaport : Edward Bliss, Jr.
- Michael Jeter : Sticks Varona
- John Carroll Lynch : Le chauffeur de Sticks
- Arija Bareikis : Kim Bliss
- Rachael Leigh Cook : Dolores
- Martin Ferrero : Sammy
- Joe Grifasi : Le lieutenant Albert Koski
- John Slattery : Burns
- Peter Thoemke : Edward Bliss, Sr.
- John Slattery : Mme Bliss